# Slackpkg
Slackpkg é um programa disponível para a distribuição Slackware criado por Piter Punk. 
Ele permite a atualzação do sistema pelo shell, com um simples comando, puxando o pacote pela internet ou rede. Semelhante ao apt-get das distros baseadas em Debian.
Depois de vários anos de desenvolvimento o slackpkg deixa o extra e em 21 de novembro de 2008, finalmente entra na base oficial do slackware linux

## Páginas externas
- «Sítio oficial» (em inglês)
- Página do projeto na Source Forge